# Quartier Sierroz - Franklin Roosevelt - Lafin (Aix-les-Bains)
Sierroz- Franklin Roosevelt (connu également sous le nom de Lafin) est un quartier populaire de la ville française d'Aix-les-Bains, dans le département de la Savoie de la région Auvergne-Rhône-Alpes.

## Histoire
Dans les années 1960, pour pallier la crise du logement, la France entreprend la construction massive d’habitations à loyer modéré (H.L.M.).
Ces grands ensembles sont alors bien accueillis par la population qui découvre un confort moderne.
À Aix-les-Bains, la politique du logement est initiée en 1965. Elle prévoit un programme de constructions dans différents points de la ville : aux abords de la rue Édouard Colonne, de l'avenue Franklin-Roosevelt et du boulevard Wilson.
La construction des immeubles dans le quartier de Franklin-Roosevelt est lancée en 1968. Les travaux s'étendent en 1972 avec l’école Franklin-Roosevelt, le stade Jacques Forestier et la création de la Z.A.C. de Lafin sur le quartier du Sierroz. Les tours seront terminées entre 1973 et 1975. L'école du Sierroz est inaugurée en 1975.

## Réhabilitation du quartier
Le projet aixois de rénovation urbaine (2008 - 2014) concerne les quartiers de Sierroz et Franklin-Roosevelt (alias Lafin) d’Aix-les-Bains. 
Il a pour objectifs la requalification de ces quartiers et leur ouverture sur le reste de la ville ainsi que  la réhabilitation et la diversification du parc de logements notamment dans la zone des tours.
La réhabilitation compte la déconstruction de 300 logements répartis sur 4 tours de 14 étages : La Vigie, La Carène, Le Beaupré et La Misaine.

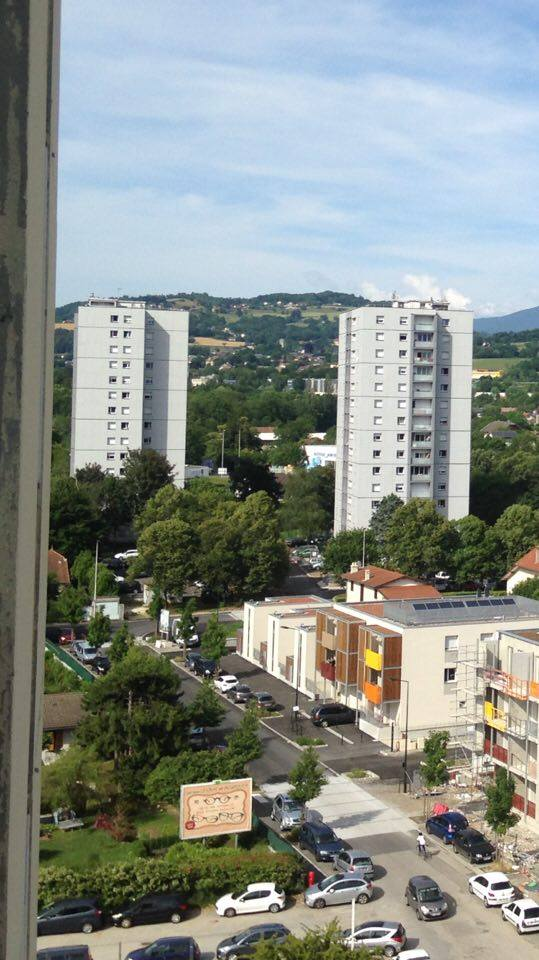
Vue des tours rénovées depuis la tour de la Misaine.

## Édifices importants
- Le Stade Jacques-Forestier.
- La Mission Locale Jeune d'Aix-les-Bains, Albanais, Chautagne.
- La mairie annexe.

## Enseignement
- Groupe scolaire Lafin
- Groupe scolaire Franklin
- Groupe scolaire du Sierroz

## Rivière
- Sierroz